# Ingouville (Le Havre)
Ingouville is een wijk en voormalige gemeente in de Franse stad Le Havre in het departement Seine-Maritime. Ingouville ligt net ten noorden van de historische stadskern van Le Havre.

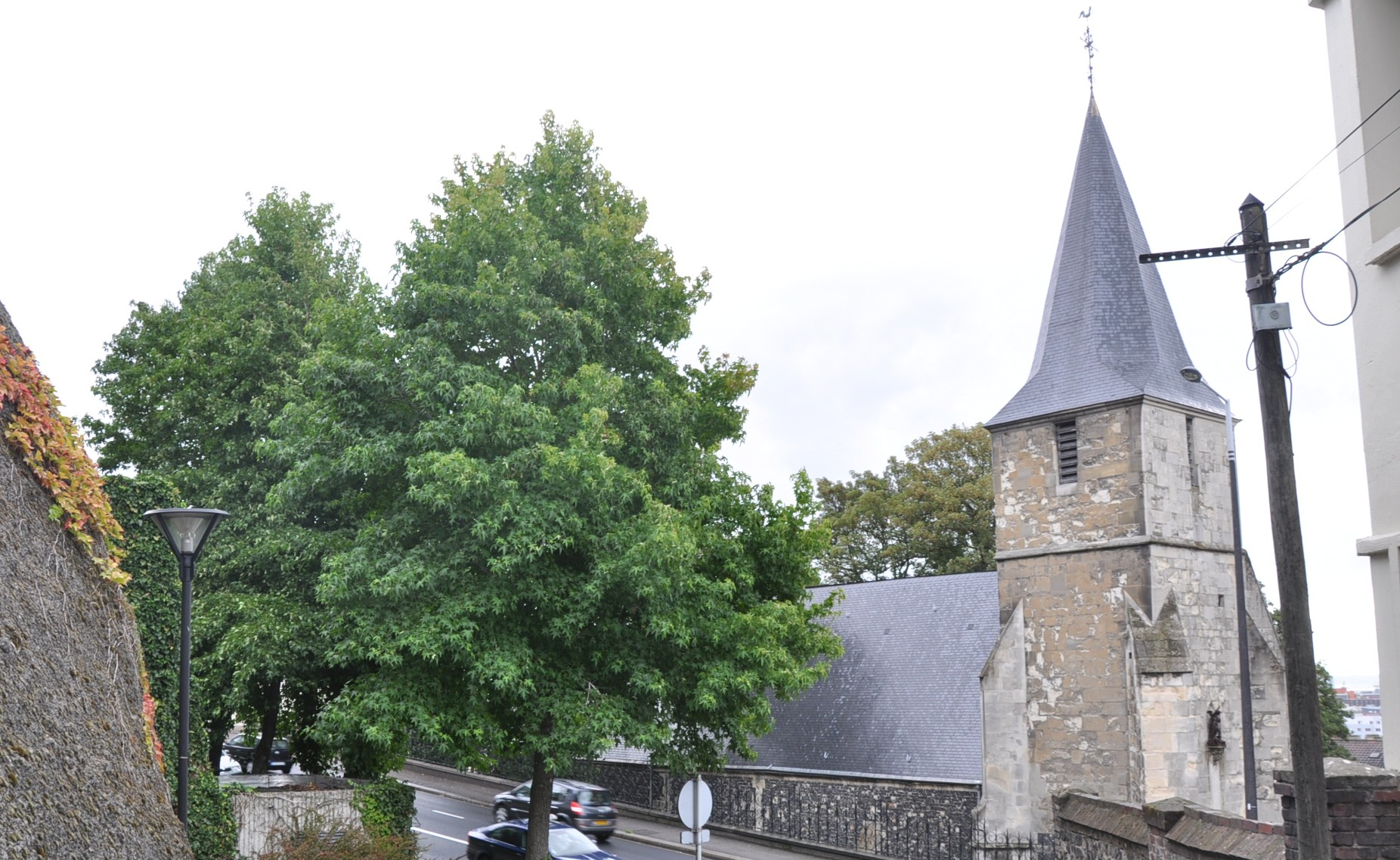
Chapelle Saint-Michel

## Geschiedenis
Oude vermeldingen van de plaats gaan terug tot de 13de eeuw als Ingovilla. De geschiedenis van Ingouville zou sterk veranderen toen begin 16de eeuw ten zuiden van Ingouville aan de monding van de Seine de haven- en vestingstad Le Havre werd gesticht.

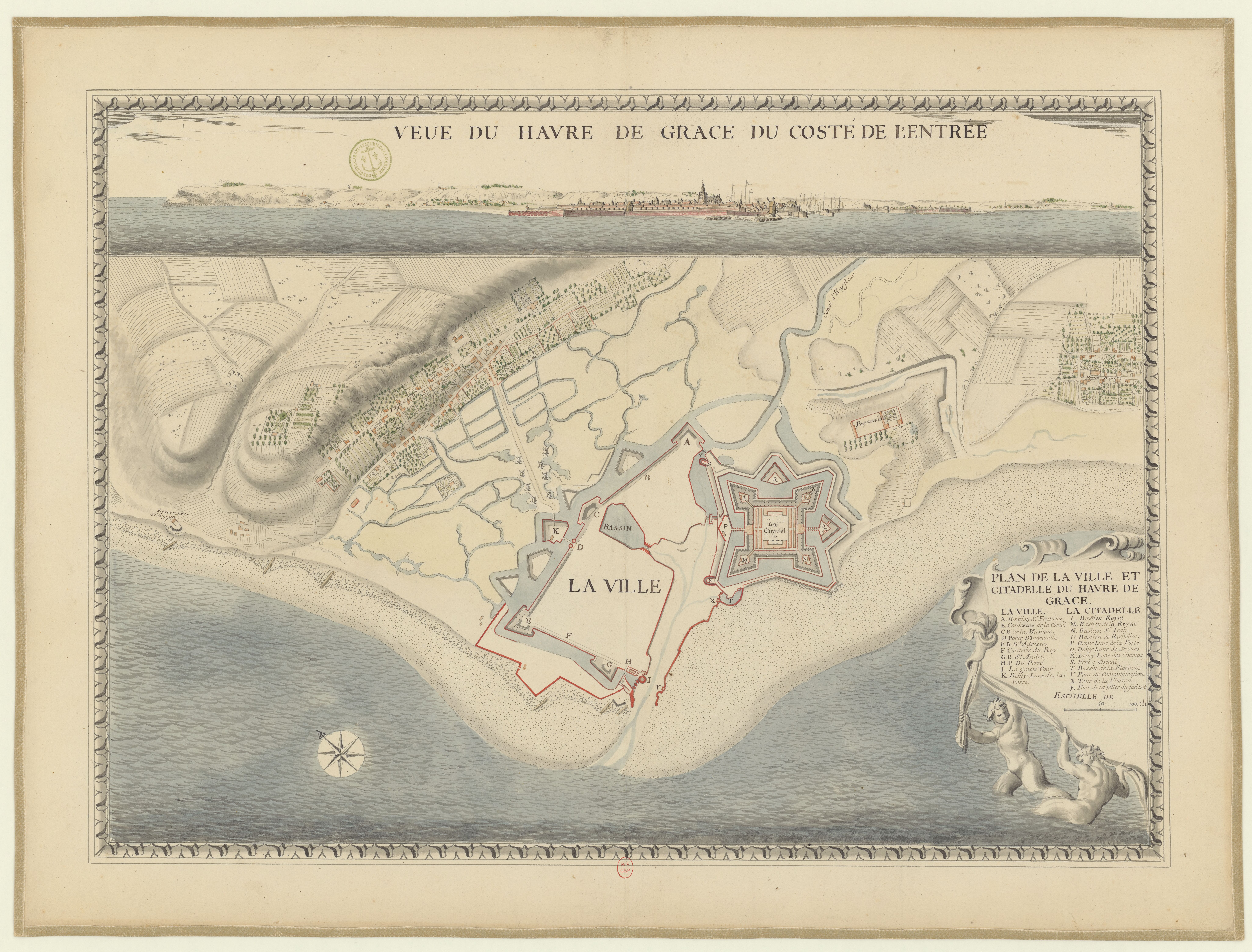
Kaart van Le Havre, 17de eeuw, met ten noorden tegen de heuvels Ingouville

De 18de-eeuwse Cassinikaart toont hier de plaats Ingouvilla, ten noorden van Le Havre. Ingouville groeide in de loop van de 18de en 19de eeuw als voorstad net buiten de muren van Le Havre.
Op het eind van het ancien régime op het eind van de 18de eeuw, toen de gemeenten werden gecreëerd, werd Ingouville een gemeente.
De bevolking groeide van bijna 4.000 inwoners rond 1800 tot meer dan 12.000 inwoners tegen 1850. In 1852 werd de gemeente Ingouville opgeheven en bij de gemeente Le Havre gevoegd. De oude vestingen van Le Havre werden in 1854 gesloopt en zo kon de stad verder uitbreiden en raakte Ingouville opgeslorpt.

## Bezienswaardigheden
- De Chapelle Saint-Michel, gebouwd eind 15de, begin 16de eeuw

Bléville · Eure · Graville · Ingouville · Le Havre · Rouelles · Sanvic